# 瑞峰
瑞峰（1973年4月25日—），又音譯作阿尼尔•库马尔•拉伊，印度外交官，現任印度駐埃塞俄比亞大使，曾任印度駐上海總領事。

## 經歷
瑞峰生於1973年4月25日。他擁有地質學和水資源管理碩士學位。會講英語、印地語、切蒂斯格尔语、博杰普尔语和阿拉伯語。
瑞峰於2001年加入印度外事服務部。完成外交培训后，他作为见习外交官被分配到新德里外交部海湾國家司。之后，他在埃及开罗完成了阿拉伯语的義務语言培训。
2003年至2006年，先後任印度驻开罗大使馆三等和二等秘书，负责新闻与信息及文化工作；2006年至2009年，先後任印度驻科威特大使馆二等和一等秘书，负责经济、商业和领事事务；2009年至2012年任印度驻达卡高级专员公署一等秘书兼办公厅主任，负责经济合作及印度对孟加拉国的发展援助计划；2012年至2014年，于新德里外交部发展伙伴關係部門任职，负责处理印度对邻国的发展援助计划及互联互通项目；2014年至2017年，任印度常驻日内瓦联合国办事处公使，负责印度与联合国人道主义事务协调厅、联合国难民署（UNHCR）、联合国国际减灾战略、国际移民组织等组织以及《巴塞尔公约》、《鹿特丹公约》、《斯德哥尔摩公约》、《水俣公约》、《拉姆萨尔公约》等多边环境协定的合作，以及印度使团的行政和财务工作。
2017年11月至2020年9月，任印度駐上海總領事。2023年11月26日，被任命爲下一任印度駐埃塞俄比亞大使。2024年2月，出任印度駐埃塞俄比亞大使。在出任駐埃塞俄比亞大使之前，瑞峰在新德里外交部總部擔任议会与协调联秘，负责与联邦各部委、州政府、立法者、非政府组织等的协调工作。